# 768
768 (DCCLXVIII) fue un año bisiesto comenzado en viernes del calendario juliano, en vigor en aquella fecha.

## Acontecimientos
- Tras el asesinato de Fruela I, la opción noble pro-mozárabe considera a su primogénito Alfonso  demasiado joven. Elige como rey de Asturias a Aurelio.
- Carlomagno y Carlomán reciben en herencia los reinos francos.
- Esteban III sucede a San Paulo I como papa.
- El emperador romano Constantino V invade el reino búlgaro y arrasa poblaciones cerca de la capital Pliska. El khan Pagan de Bulgaria es asesinado por sus súbditos por no haber sabido defenderlos.

## Nacimientos
- Han Yu, escritor chino.
- Xue tao, poetisa china.

## Fallecimientos
- Paulo I, papa de Roma.
- 24 de septiembre - Pipino el Breve, rey de los francos.
- Fruela I, rey de Asturias, asesinado.
- Pagan de Bulgaria, khan búlgaro.